# Спудни
Спудни — деревня в Гусь-Хрустальном районе Владимирской области России, входит в состав Демидовского сельского поселения.

## География
Деревня расположена в 4 км на север от центра поселения деревни Демидово и в 37 км на юго-запад от Гусь-Хрустального.

## История
В XIX — начале XX века деревня входила в состав Демидовской волости Касимовского уезда Рязанской губернии, с 1926 года — в составе Палищенской волости Гусевского уезда Владимирской губернии. В 1859 году в селе числилось 58 дворов, в 1905 году — 132 двора, в 1926 году — 160 дворов.
С 1929 года деревня являлась центром Спудневского сельсовета Гусь-Хрустального района, с 1935 года — в составе Овинцевского сельсовета Курловского района, с 1963 года — в составе Гусь-Хрустального района, с 1973 года — в составе Демидовского сельсовета, с 2005 года — в составе Демидовского сельского поселения.

## Население
| 1859 | 1905 | 1926 | 2002 | 2010 | 2021 |
| ---- | ---- | ---- | ---- | ---- | ---- |
| 515  | ↗878 | ↘760 | ↘49  | ↘27  | ↘23  |

## Известные люди
В деревне родился участник Великой Отечественной войны Герой Советского Союза Иван Николаевич Калабушкин.